# Niemöl

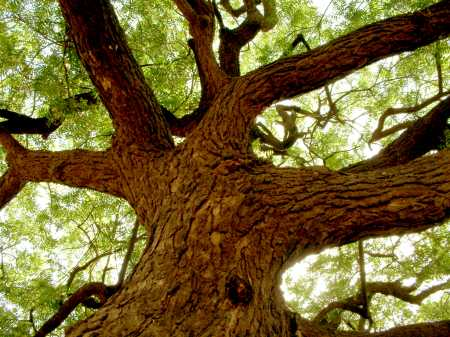
Niembaum (Azadirachta indica)

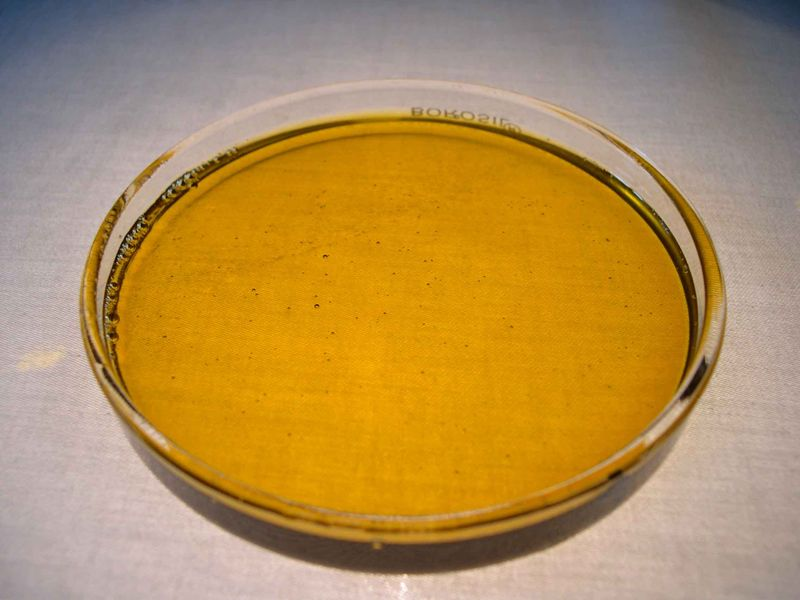
Niemöl

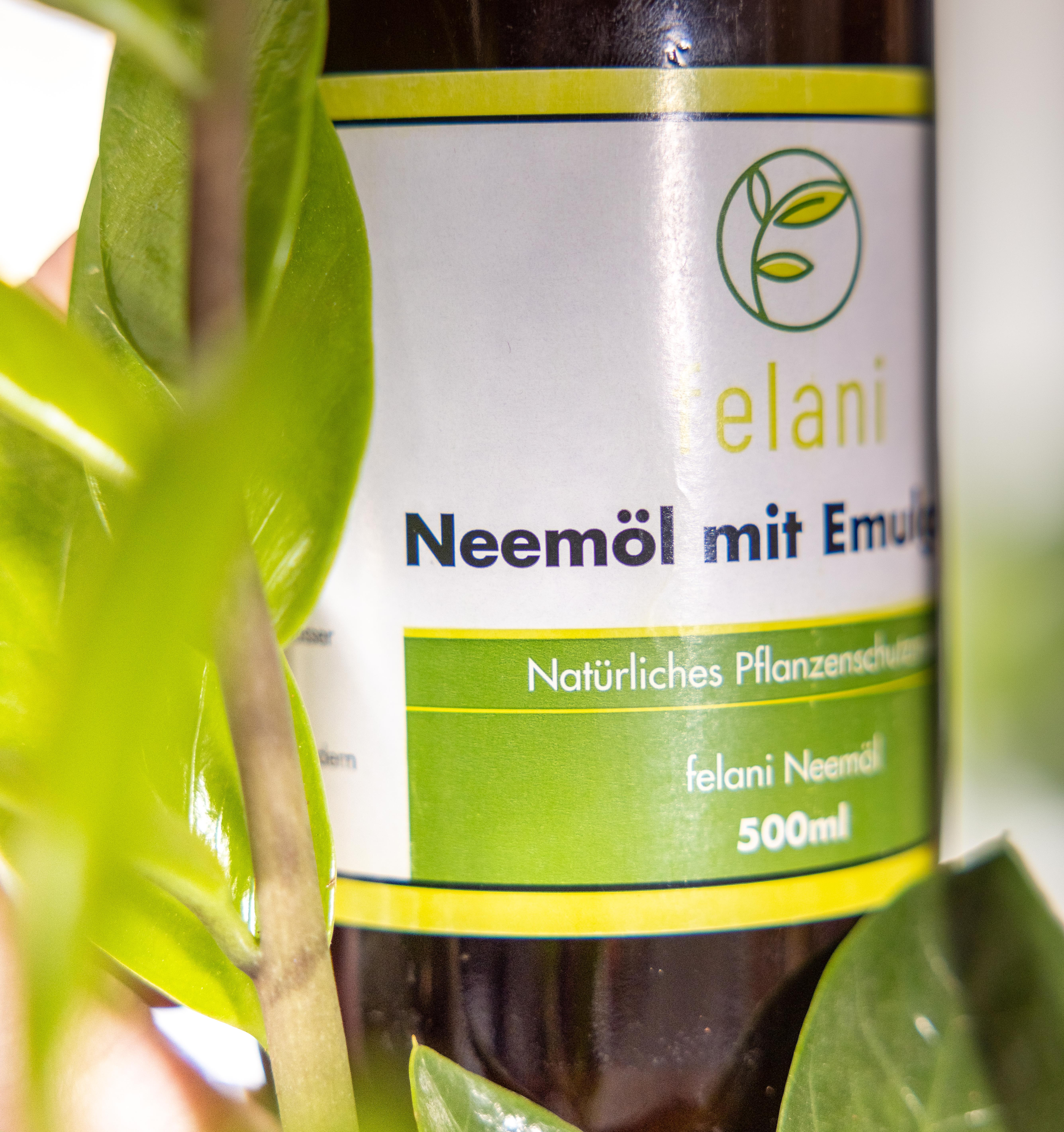
Neemöl als natürliches Pflanzenschutzmittel

Niemöl (auch Nimöl oder Neemöl) ist ein pflanzliches Öl, das aus den Samen der Steinfrüchte des indischen Niembaumes gewonnen wird. Die Samen enthalten 30 bis 50 % ihres Gewichts als Öl. Das grünlich-gelbe bis bräunliche Öl hat einen starken Geruch nach Zwiebeln, Knoblauch und Schwefel, sowie einen bitteren Geschmack.

## Zusammensetzung
Das Öl besteht zu 25 bis 58 % aus Ölsäure, zu 16 bis 34 % aus Palmitinsäure, zu 6 bis 24 % aus Stearinsäure und 6 bis 14 % aus Linolsäure. Genetisch verwandte Baumindividuen weisen ein ähnliches Mischungsverhältnis der Fettsäuren auf.

## Anwendungsbereiche
Eingesetzt wird es aufgrund seiner insektiziden Wirkung unter anderem als wässrige Emulsion zur Bekämpfung von Schädlingen auf Pflanzen sowie Parasiten auf Mensch und Tier. In Deutschland, Österreich und in der Schweiz sind Azadirachtin-haltige bzw. Niem-haltige Pflanzenschutzmittel zugelassen. Auch Körperpflegemittel wie Seife oder Shampoos mit Niemextrakten sind auf dem Markt. Ein Produkt zur Bekämpfung von Kopfläusen ist Niemolind. Der Rückstand beim Pressen (der Presskuchen) wird als milder Dünger mit insektizider Wirkung und sogar als Viehfutter verwendet.
Niemöl wird zwar meist als für Warmblüter gesundheitlich unbedenklich beschrieben, jedoch sollte man die Möglichkeit von Nebenwirkungen nicht ganz außer Acht lassen, insbesondere, da durch unsachgemäße Ölgewinnung und Lagerung auch Giftstoffe, beispielsweise Schimmelpilze, in das Produkt gelangen können.
Der Einsatz im Zusammenhang mit Hausstaubmilbenallergie ist umstritten.

## Wirkung als Insektizid
Azadirachtin, der Hauptwirkstoff des Öls, sowie das ebenfalls enthaltene, strukturell ähnliche Salannin wirken auf den Hormonhaushalt der Schädlinge, indem sie die Synthese von Chitin stören. Dadurch wird verhindert, dass sich die Larven erfolgreich häuten und verpuppen können. Damit können die Insektenlarven nicht zum nächsten Schritt im Wachstumszyklus übergehen. Fraßschädlinge werden von Azadirachtin schwach, stärker von Salannin abgeschreckt, die Giftwirkung gegen ausgewachsene Insekten ist allerdings gering.